# キンタカオ
キン タカオ（きん たかお、1966年7月15日 - ）は、日本の俳優、映画監督。大阪府大阪市出身。株式会社ディーツーエフ所属。

## 略歴
2012年、オムニバス舞台「アイニク」にて、藤本高夫役で俳優デビュー。

## 出演

### テレビドラマ
- 放課後グルーヴ (2013年、TBS)
- 赤と黒のゲキジョー 塔馬教授の天才推理3 からくり人形殺人事件 (2014年、フジテレビ)
- 孤独のグルメ Season5 第2話 （2015年10月10日、テレビ東京）  - 客2 役
- 青春探偵ハルヤ 第9話 (2015年12月10日、日本テレビ)
- 水戸黄門 スペシャル (2015年、TBS)
- 連続テレビ小説 とと姉ちゃん 第42話・第43話・第58話 (2016年5月21日・23日・6月9日、NHK総合)
- 侠飯 第8話 (2016年9月9日、テレビ東京)
- 真昼の悪魔 第4話 (2017年2月25日、フジテレビ)
- 野武士のグルメ 第4話 (2017年3月17日、Netflix)
- 4号警備 第4話 (2017年4月29日、NHK総合)
- フリンジマン 第3話 (2017年10月21日、テレビ東京)
- 大河ドラマおんな城主 直虎 第49話 (2017年12月10日、NHK総合)
- 鳴門秘帖 第4話 (2018年5月11日、NHKBSプレミアム)
- トーキョーエイリアンブラザーズ 第3話 (2018年8月6日、日本テレビ)
- 神酒クリニックで乾杯を 第3話 (2019年1月26日、BSテレ東)
- 初めて恋をした日に読む話 第6話 (2019年2月19日、TBS)
- わたし、定時で帰ります。 第3話 ・第4話 (2019年4月30日・5月7日、TBS)
- 日曜劇場 ノーサイドゲーム 第1話・第3話・第5話・第9話 (2019年7月7日・28日・8月11日・9月8日、TBS)
- 神の手 第4話 (2019年7月14日、WOWOW)
- カフカの東京絶望日記 (2019年9月13日 - 10月25日、毎日放送)[1]
- ケイジとケンジ〜所轄と地検の24時〜 第1話 (2020年1月16日、テレビ朝日)
- 死にたい夜にかぎって 第1話 - 第4話 (2020年2月24日・3月2日・9日・16日、毎日放送)
- 女子グルメバーガー部 第5話 (2020年8月8日、テレビ東京)
- キワドい2人-K2-池袋署刑事課 神崎・黒木 第2話 (2020年9月18日、TBS)
- 大河ドラマ 麒麟がくる 第26話 (2020年9月28日、NHK総合)
- 相棒season19 第3話 (2020年11月7日、テレビ朝日)
- ミニドラマ 悲熊 第7話 (2020年12月21日、NHK総合)
- コールドケース 〜真実の扉〜3 第4話 (2020年12月26日、WOWOW)
- 24 JAPAN 第19話 (2021年2月20日、テレビ朝日)
- 天国と地獄〜サイコな2人〜 第6話 (2021年2月21日、TBS)
- 泣くな研修医 第1話 (2021年4月24日、テレビ朝日)
- 漂着者 第6話 (2021年9月3日、テレビ朝日)
- 会社は学校じゃねぇんだよ 新世代逆襲編 (2021年10月21日、ABEMA)
- 覆面D 第3話 (2022年10月22日、ABEMA)
- 正義の天秤 season2 第1話 (2023年5月6日、NHK総合)
- 明日、私は誰かのカノジョ season2 第5話 (2023年5月30日、毎日放送)
- 弁護士ソドム 第5話 (2023年6月2日、テレビ東京)
- TOKYO VICE Season2 第4話 (2024年4月27日、WOWOW/HBO) ｰ Ota 役

### 映画
- GONINサーガ (2015年9月26日、KADOKAWA ・ ポニーキャニオン)
- シン・ゴジラ (2016年7月29日、東宝)
- 愛∞コンタクト (2016年11月5日、OSD Syndicate)
- 土竜の唄 (2016年12月9日、東宝)
- 東映 presents HKT48×48人の映画監督たち「二度とない夜さえ飛び出して」 (2017年)
- 新宿スワンII (2017年1月21日、ソニー・ピクチャーズエンタテインメント)
- 破門 ふたりのヤクビョーガミ (2017年1月28日、松竹)
- リングサイドストーリー (2017年10月14日、マンシーズエンターテイメント×彩プロ)
- 寝ても覚めても (2018年3月14日、ビターズ・エンド/エレファントハウス)
- 榎田貿易堂 (2018年6月9日、アルゴ・ピクチャーズ)
- 生きてるだけで愛 (2018年11月9日、クロックワークス)
- めんたいぴりり (2019年1月18日、よしもとクリエイティブ・エージェンシー)
- ラ (2019年4月5日、アークエンタテインメント)
- 居眠り磐音 (2019年5月17日、松竹)
- 宮本から君へ (2019年9月27日、スターサンズ、KADOKAWA)
- 劇場特別版 カフカの東京絶望日記 (2020年2月28日、アークエンタテインメント)
- 無頼 (2020年12月12日、チッチオフィルム)
- 哀愁しんでれら (2021年2月5日、クロックワークス)
- ボクたちはみんな大人になれなかった (2021年11月5日、Netflix)
- 女子高生に殺されたい (2022年4月1日、日活)
- シン・ウルトラマン (2022年5月13日、東宝)
- HiGH&LOW THE WORST X (2022年9月9日、松竹)
- 大名倒産 (2023年6月23日、松竹)

### 舞台
- アイニク (2012年3月8日 - 11日、ザムザ阿佐谷)
- ラグビー新喜劇 (2016年6月6日、ルミネtheよしもと)
- パーマネント野ばら (2017年6月14日 - 18日、浅草九劇)[2]
- 銀座オペラトゥーランドット (2021年11月8日、銀座ヤマハホール)[3]
- 泥人魚 (2021年12月6日 - 29日、シアターコクーン)
- 下谷万年町物語 (2022年6月12日 - 25日、花園神社境内 特設紫テント)

### CM
- サントリー 「ウーロン茶 焼肉甲子園・スチール篇」 (2014年)
- 薩摩酒造 「本格焼酎黒白波〜ちょい水編〜」 (2015年)
- 雪印メグミルク 「恵 ガセリ菌SPヨーグルト」 (2016年)
- 弥生 「弥生会計」 (2017年)
- パナソニック (2017年)
- オークス株式会社 (2017年)
- ロッテ 「モナ王」 (2017年)
- 株式会社モダンプロジェ (2017年)
- 第一三共ヘルスケア 「ブレスラボ 名刺交換篇」 (2019年)
- 森永製菓株式会社 「ハイチュウドウゾ！社会人篇」 (2020年)
- 株式会社リクルート 「Airペイ 焼肉篇」 (2020年)
- サイボウズ 「kintone(キントーン)」 (2020年)

### ミュージックビデオ
- 電気グルーヴ 「人間大統領」 (2017年3月9日)
- Mr.children 「here comes my love」 (2018年2月8日)

### オリジナルムービー
- BRUTUSオリジナルムービー「【大人になっても学びたい！】リスキリングで身につく、10のビジネススキル」 (2023年10月2日) 主演・サラリーマン 役

### ラジオ
- FMシアター 巣ごもりな人々(2020年6月20日、NHK-FM)[4]
- 青春アドベンチャー 嘘か真か (2021年5月3日 - 7日、NHK-FM)[5]

## 監督作品

### 短編映画
- バラ色の人生 (2023年12月23日、映画上映企画「SHINPA」イベント内で放映)